# Ditto (노래)
"Ditto"는 대한민국의 걸 그룹 뉴진스의 노래로, 2022년 12월 19일 하이브의 레이블인 ADOR를 통해 발매되었다. 프로듀서 250은 일바 딤베리와 함께 "Ditto"를 작곡했으며, 일바 딤베리는 검정치마, 우효, 그리고 뉴진스 멤버 민지와 함께 가사를 썼다. 볼티모어 클럽에 기반을 둔 사운드를 가진 이 곡은 발라드적인 전자 및 댄스 프로덕션에 하우스, 브레이크비트, UK 개러지의 영향을 포함한다. 가사는 플라토닉한 사랑을 회상하는 내용이다.
"Ditto"는 대한민국 써클 디지털 차트에서 13주 연속 1위를 차지하며 기록을 세웠다. 빌보드 글로벌 200에서는 8위를 기록했고, 인도네시아, 싱가포르, 대만, 베트남 차트에서 1위를 차지했으며, 일본, 홍콩, 말레이시아, 필리핀에서는 톱 10에 들었다. 음악 평론가들은 겨울 분위기를 풍기는 미니멀리스트적인 향수를 불러일으키는 프로덕션을 칭찬하며, K-pop 시장을 장악했던 맥시멀리스트 사운드에 대한 신선한 대안으로 평가했다. 이 곡은 롤링 스톤의 2023년 한국 대중음악 역사상 가장 위대한 노래 100곡 목록에서 19위에 올랐으며, 가장 최근에 발매된 곡이다.
대한민국 대구광역시에서 촬영된 동반 뮤직 비디오는 그룹 멤버들이 캠코더를 이용해 일상을 기록하는 고등학생으로 묘사된다. 2023년에는 아시아 아티스트 어워즈, 한국대중음악상, MAMA 어워즈, 멜론 뮤직 어워드에서 올해의 노래상을 수상했다. 같은 해 한국음악콘텐츠협회와 일본레코드협회는 "Ditto"가 각 국가에서 1억 스트리밍을 돌파하여 플래티넘 인증을 수여했다.

## 배경 및 발매
대한민국의 걸 그룹 뉴진스는 2022년 8월 첫 동명 EP를 발매하여 상업적 성공과 비평적 호평을 받았다. 이 EP는 대한민국 써클 차트에서 1위를 차지했으며, 첫 주에 311,200장이 판매되었다.
2022년 11월 10일, ADOR는 뉴진스의 소셜 미디어를 통해 그룹이 2023년 1월 2일 첫 싱글 앨범인 OMG를 발매할 것이라고 발표했다. CEO 겸 이그제큐티브 프로듀서 민희진은 이번 발매에 앞서 "버니즈(뉴진스의 공식 팬덤)와 함께하는 첫 겨울을 위해 준비한" 미공개 싱글이 12월 19일 발매될 예정이라고 밝혔다. 이 곡의 제목인 "Ditto"는 12월 12일 세 장의 움직이는 포스터를 통해 발표되었다. 한 장은 곡의 가사를 담고 있었고, 다른 두 장은 빨간색과 흰색 토끼 두 마리가 달리는 모습을 보여주었다. 다음 날 민희진은 이 프로젝트에 "Ditto" 가사의 일부를 쓴 우효와 검정치마 작가, 그리고 두 부분으로 나뉜 뮤직 비디오를 연출한 광고 감독 신우석이 참여할 것이라고 밝혔다. "Ditto"는 12월 19일 뮤직 비디오와 함께 발매되었다.

## 음악 및 가사
프로듀서 250은 "Ditto"를 프로그래밍하고 일바 딤베리와 함께 작곡했다. 이 곡은 약 130 템포의 빠른 분당 비트를 가지고 있다. 볼티모어 클럽에 기반을 둔 발라드적인 프로덕션으로, 뉴진스의 지난 곡들의 클럽 음악 감성을 확장한다. 주로 전자 및 댄스 사운드를 가진 "Ditto"는 분위기 있는 신스 패드로 시작하며 멤버 혜인이 콧노래를 부른다. 808 드럼을 사용한 부드러운 스타카토 비트와 박수 소리가 트랙을 이끌고 당김음 리듬을 만들어 UK 개러지, 브레이크비트, 1980년대 하우스를 연상시킨다. 이 곡은 낮은 베이스라인과 간헐적인 하이햇을 포함하며 신스 합창 베이스 위에서 진행된다.
대한민국 음악 웹진 음악취향Y의 유성은은 이 곡의 리듬이 2000년대 후반 일본 시부야계 아티스트인 프리템포와 다이시 댄스를 연상시킨다고 말했고, 분위기는 위켄드의 얼터너티브 R&B 트랙 "Die for You" (2016)를 떠올리게 한다고 했다. 음악 평론가들은 이 프로덕션을 흐릿하고, 몽환적이며, 꿈결 같다고 묘사했으며, 겨울 분위기를 자아낸다고 했다. NPR의 조슈아 민수 김은 신스 코드가 "갓 내린 눈처럼 느껴지며, 연휴 시즌의 아늑함을 담고 있다"고 썼고, Beats Per Minute의 JT 얼리는 사운드스케이프가 그룹의 이전 작품보다 "차분하고" "약간 더 어둡다"고 느꼈다. 롤링 스톤은 보컬 하모니가 "Y2K 시대의 흑인 미국 걸그룹"을 연상시킨다고 말했다.
가사는 멤버 민지, 일바 딤베리, 검정치마, 우효가 썼다. 비평가들은 이 곡을 플라토닉한 사랑에 대한 고백으로 해석했다. 뉴진스는 "너에 대한 내 마음은 우리가 공유하는 기억처럼 너무 커졌어"라고 노래하며, 그 마음이 보답되기를 바란다. 민지는 "Ditto"를 쓸 때 "약간 춥지만 동시에 따뜻한 느낌의 겨울 산" 장면을 상상했으며, 이로 인해 "산 안에 나무집과 캠프파이어 같은 물건들을 넣었다"고 말했다.

## 비평가 반응
| 평가 점수 | 평가 점수 |
| 출처      | 점수      |
| --------- | --------- |
| 이즘      | 3/별      |

김은 뉴진스의 미니멀리스트적인 프로덕션 선택이 K-pop 씬의 동시대 아티스트들과 차별화된다는 점을 높이 평가했다. 한국일보의 고경석은 250의 프로덕션을 칭찬하며, 단순하지만 "실험성과 복잡성을 숨기고 있다"고 언급했다. 국제신문의 방호정은 이 곡에 감동받았으며, "단순한 사운드"가 청취자가 보컬, 멜로디, 가사에 집중할 수 있게 한다고 생각했다. 평론가 김윤하는 이 곡의 구성을 "평범하다"고 평가했지만, 감정적으로 감동적이라고 생각하며 "Ditto"가 "뼈를 시리게 하는 영하의 추위, 거대한 나무, 시끄러운 거리 풍경, 친구들의 웃음 사이에 숨겨진 작은 기억의 조각들"로 이루어진 겨울을 담고 있다고 썼다.
Beats Per Minute의 JT 얼리는 이 곡이 "그룹의 '겨울' 면모를 가장 잘 포착하고 있으며, 신선하고 사운드스케이프에서 약간 더 어둡다"고 썼다. 틴 보그의 사라 델그라도는 "Ditto"를 그들의 최고의 발매작 중 하나로 평가했고, 롤링 스톤 인도네시아의 디비얀샤 동그레는 이 트랙이 2022년 그들의 "음악적 챕터"에 "경이로운" 마침표를 찍었다고 말했다. 크리스탈 벨은 매셔블의 2022년 K-pop 최고의 노래 25곡 목록에서 "Ditto"를 25위에 올렸다. 롤링 스톤은 2023년 한국 대중음악 역사상 가장 위대한 노래 100곡 목록에서 19위에 올렸다. 웹진 음악취향Y는 2023년 최고의 노래 10곡 순위에서 "Ditto"를 1위로 선정했다. 한국대중음악상 선정 위원인 김도헌은 "Ditto"를 "신선하면서도 따뜻하고, 새로우면서도 향수를 불러일으키는, 2022년 겨울을 상징하는 곡"이라고 평했다. 페이스트는 2020년대 최고의 노래 100곡 목록에서 이 곡을 23위에 올렸다.

## 수상
"Ditto"는 대한민국에서 인기가요 트리플 크라운(3관왕)을 포함하여 8개의 음악 방송 1위 트로피를 수상했다. 또한 2023년 1월 23일 멜론 주간 인기상을 수상했다.
| 시상식                 | 연도 | 부문                                   | 결과     | Ref.   |
| ---------------------- | ---- | -------------------------------------- | -------- | ------ |
| 아시아 아티스트 어워즈 | 2023 | 올해의 노래                            | 수상     | [ 28 ] |
| 빌보드 뮤직 어워드     | 2023 | 글로벌 K-Pop 송                        | 후보     | [ 29 ] |
| 써클차트 뮤직 어워즈   | 2024 | 올해의 아티스트 – 디지털               | 수상     | [ 30 ] |
| 써클차트 뮤직 어워즈   | 2024 | 올해의 아티스트 – 스트리밍 고유 리스너 | 수상     | [ 30 ] |
| 클리오 뮤직 어워즈     | 2024 | 베스트 뮤직 비디오                     | 예비후보 | [ 31 ] |
| 골든 디스크 어워즈     | 2024 | 디지털 음원 대상 (올해의 노래)         | 수상     | [ 32 ] |
| 골든 디스크 어워즈     | 2024 | 디지털 음원 본상                       | 수상     | [ 32 ] |
| 일본 레코드 대상       | 2023 | 우수 작품상                            | 수상     | [ 33 ] |
| 일본 레코드 대상       | 2023 | 대상                                   | 후보     | [ 33 ] |
| 한국대중음악상         | 2024 | 올해의 노래                            | 수상     | [ 34 ] |
| 한국대중음악상         | 2024 | 베스트 K-팝 송                         | 수상     | [ 34 ] |
| MAMA 어워즈            | 2023 | 올해의 노래                            | 수상     | [ 35 ] |
| MAMA 어워즈            | 2023 | 베스트 댄스 퍼포먼스 여자 그룹         | 수상     | [ 35 ] |
| 멜론 뮤직 어워드       | 2023 | 올해의 노래                            | 수상     | [ 36 ] |
| 뮤직 어워즈 재팬       | 2025 | 일본 최고의 K-팝 송                    | 수상     | [ 37 ] |

| 프로그램     | 날짜            | Ref.   |
| ------------ | --------------- | ------ |
| 쇼! 음악중심 | 2023년 1월 7일  | [ 38 ] |
| 쇼! 음악중심 | 2023년 1월 14일 | [ 39 ] |
| 쇼! 음악중심 | 2023년 1월 28일 | [ 40 ] |
| 쇼! 음악중심 | 2023년 2월 4일  | [ 41 ] |
| 인기가요     | 2023년 1월 8일  | [ 42 ] |
| 인기가요     | 2023년 1월 29일 | [ 43 ] |
| 인기가요     | 2023년 2월 5일  | [ 44 ] |
| 뮤직뱅크     | 2023년 1월 13일 | [ 45 ] |

## 상업적 성과
"Ditto"는 2022년 12월 18~25일자 대한민국 써클 디지털 차트에 1위로 데뷔하며, Attention에 이어 뉴진스의 두 번째 국내 1위 싱글이 되었다. 이 곡은 13주 동안 차트 1위를 유지하며 차트 역사상 가장 오래 1위를 지킨 곡이 되었다. 이 곡은 2022년 12월 29일자 빌보드 베트남 핫 100 차트에 1위로 데뷔하며, 국내 첫 1위 싱글이 되었다. 3주 연속 차트 1위를 차지한 후, 그들의 곡인 OMG로 교체되어, 블랙핑크와 함께 차트 최장 기간 1위를 차지한 해외 아티스트가 되었다. "Ditto"는 인도네시아 송즈 차트에서 1위에 올랐다. 이 곡은 싱가포르 톱 스트리밍 차트와 대만 송즈 차트에서 각각 3주, 4주 연속 1위를 차지했다. 일본에서는 빌보드 재팬 핫 100에서 12위, 오리콘 종합 싱글 차트에서 13위를 기록했다.
영국에서 "Ditto"는 뉴진스의 오피셜 싱글 차트 첫 진입곡으로, 95위를 기록했다. 이 곡은 2023년 1월 7일자 버블링 언더 핫 100 차트에 17위로 데뷔했으며, 2주 후 510만 미국 스트리밍과 3,000건의 디지털 다운로드 판매로 미국 빌보드 핫 100에 96위로 진입하며 그룹의 첫 차트 진입곡이 되었다. 그들은 차트에 진입한 가장 빠른 한국 아티스트였으며 원더걸스, 방탄소년단, 블랙핑크, 트와이스에 이어 다섯 번째 한국 그룹이었다. 이 곡은 차트 5주차에 82위를 기록했다. "Ditto"는 빌보드 아르헨티나 핫 100에서 뉴진스의 최고 순위 곡이 되었으며, 43위를 기록했다. 또한 호주 (54위), 캐나다 (43위), 홍콩 (3위), 말레이시아 (2위), 네덜란드 (31위), 필리핀 (2위), 포르투갈 (153위)에서도 차트에 진입했다.
이 곡은 2022년 12월 30일~2023년 1월 5일 기간 동안 4,190만 스트리밍과 3,000건의 디지털 다운로드 판매로 빌보드 글로벌 200 (미국 제외)에서 4위를 기록하며 뉴진스의 첫 톱 10 히트곡이 되었다. 2022년 12월 31일자 빌보드 글로벌 200 차트에 36위로 데뷔했으며, 2주 후 4,650만 스트리밍과 4,000건의 디지털 다운로드 판매로 8위를 기록하며 방탄소년단, 블랙핑크, 빅뱅에 이어 이 차트 톱 10에 진입한 네 번째 한국 그룹이 되었다.

## 뮤직 비디오

### 제작
대한민국 비디오 프로덕션 회사 돌핀러스 필름의 신우석 감독은 민희진에게 아이돌과 팬의 관계에 대한 뮤직 비디오 연출을 제안받았다. 민희진은 그에게 모든 창의적 통제권을 주었지만, "눈 덮인 들판에 홀로 서 있는 사슴" 장면을 포함할 것을 제안했다. 당시 신우석은 아이돌 산업에서 일하는 데 관심이 없었지만, 그 제안이 흥미롭고 새로운 것을 시도해보고 싶었다. 신우석은 "아이돌과 팬의 관계는 결국 끝이 난다는 것, 그 과정의 의미, 그리고 서로의 존재에 대해 이야기하고 싶었다"고 말했지만, 영상이 어떻게 받아들여질지 확신할 수 없었다. 이 콘셉트는 레이블과 민희진의 승인을 받았고, 민희진은 뉴진스를 신우석에게 소개했다. 신우석은 그들을 "나이 또래 아이들처럼 순수하고 재미있다"고 묘사했다.
신우석은 대부분의 K-pop 뮤직 비디오에서 관찰했던 "표준화된 틀"과 비교하여 혁신적인 장면 구성을 사용하고 싶었다. 그는 뉴진스 팬을 상징하는 여섯 번째 익명 캐릭터를 도입하여 다른 관점을 제공하고 안무를 스토리에 맞게 보여주고자 했다. 처음 대본에는 "A"로 표기되었던 이 캐릭터는 뉴진스 팬덤명인 버니즈가 발표된 후 신우석이 반희수라고 이름을 지었다. 사슴은 이상적인 친구를 상징하는 것으로 의도되었다. 신우석은 호메로스의 오디세이아에 나오는 여신 키르케가 남자를 돼지로 변하게 하는 그리스 신화에서 영향을 받았다고 말했다. 신우석은 처음에는 하나의 뮤직 비디오만 만들 계획이었지만, 곡이 짧아지면서 두 부분으로 나누기로 결정했다. 그는 각 부분이 희망과 절망이라는 두 가지 테마 중 하나를 반영한다고 설명했다.
뮤직 비디오는 주로 대구 중구의 계성중학교, 청라언덕, 동산의료원 세 곳에서 촬영되었다. 신우석은 한국의 학원을 충실히 묘사하고 싶었다. 학창 시절을 회상하며, 그는 비디오의 일부를 캠코더로 촬영하기로 결정했다. 신우석은 희수가 캠코더로 친구들이 춤추는 것을 촬영하는 모습으로 인해 뉴진스와 희수의 친밀한 관계를 전달하는 데 현실적이고 효과적인 매체가 될 수 있다고 생각했다. CGI를 구현할 시간이 없었기 때문에, 신우석은 실제 사슴을 세트에 데려왔다. 최현욱과 박지후가 카메오 출연했다.

### 반응
뮤직 비디오는 X세대 시청자들에게 학창 시절을 떠올리게 하는 "레트로하면서도 몽환적인" 분위기로 주목받았다. 여러 평론가들은 이를 여고괴담 영화 시리즈 (1998–2021)에 비유했으며; 일부 평론가들은 일본 감독 이와이 슌지의 러브 레터 (1995)와 하나와 앨리스 (2004)에 비유하기도 했다. 이와이 슌지는 그의 영화에서 성인이 되는 과정의 상실감과 불안감을 묘사하는 것으로 유명하다. 방호정은 이 뮤직 비디오를 보며 옛 추억을 떠올려 감동받았다고 말했다. 벤자민은 "친구들에게 둘러싸여 있을 때조차 사춘기에 느낄 수 있는 외로움과 어색함"을 "완벽하게" 담아낸 영상이라고 칭찬했다. 주간동아에 글을 쓴 음악 평론가 미묘는 뉴진스가 "아이돌 판타지에 도전한다"고 썼다: 아이돌은 일반적으로 삶의 모든 면을 보여줌으로써 팬들과 감정적 유대감을 형성하지만, 뮤직 비디오에서 뉴진스는 과거와 대중과의 관계가 불분명한 "유령 같은" 인물로 묘사된다. 델그라도는 "흐릿한 영상"을 소피아 코폴라의 영화에 비유했다. 엘르 코리아에 따르면, 이 뮤직 비디오는 캠코더의 재유행에 기여했다.

## 홍보
뉴진스는 2023년 1월 15일 인기가요, 2023년 1월 20일과 27일 뮤직뱅크 등 대한민국 음악 프로그램에서 "Ditto"를 공연했으며, 이미 이전 몇 주 동안 다른 음악 프로그램에서 이 곡으로 4개의 트로피를 수상했다. 그들은 추가로 4개의 트로피를 획득하여 "Ditto"로 총 8승을 거두었다.

## 크레딧 및 참여 인원
노래
크레딧은 멜론을 참고했다.
- 일바 딤베리 – 작곡, 작사
- 검정치마 – 작사
- 우효 – 작사
- 민지 (뉴진스) – 작사
- 250 – 작곡, 인스트루멘탈, 프로그래밍

뮤직 비디오
크레딧은 유튜브를 참고했다.
- 민희진 – 프로듀서
- 돌핀러스 필름 – 제작
- 신우석 – 감독, 작가
- 백종호 – 제작 관리
- 이성훈 – 기획
- 이한결 – 촬영 감독
- 백성혜 – 촬영 감독
- 신하영 – 조명 기사
- 최두수 – 조명 기사
- 양미미 – 미술
- 김선연 – 헤어 및 메이크업 디자이너
- 이잎새 – 의상 디자이너
- 김한샘 – 로케이션 매니저
- 김다혜 – 로케이션 매니저
- 문혜지 – 로케이션 믹서
- 장윤석 – VFX 슈퍼바이저
- 이현아 – DI 컬러리스트
- 조셉 안 – 사운드 믹싱
- 김용 – 음악
- 남현수 – 키 그립
- 윤현종 – 붐 오퍼레이터
- 이정훈 – 라인 프로듀서
- 권차미 – 라인 프로듀서
- 최유미 – 스타일 디렉터, 스타일링 (ADOR)
- 기희 – 헤어 스타일링 (ADOR)
- 나리 – 헤어 스타일링 (ADOR)
- 이은서 – 메이크업 (ADOR)
- 김혜민 – 아티스트 매니저 (ADOR)
- 김슬기 – 아티스트 매니저 (ADOR)
- 황영실 – 사운드 디자이너
- 임태영 – 사운드 디자이너

## 차트
| 차트 (2022–2023)                    | 최고 순위 |
| ----------------------------------- | --------- |
| 아르헨티나 (아르헨티나 핫 100)      | 43        |
| 호주 (ARIA)                         | 54        |
| 캐나다 (캐나디안 핫 100)            | 43        |
| 글로벌 200 (빌보드)                 | 8         |
| 홍콩 (빌보드)                       | 3         |
| 인도네시아 (빌보드)                 | 1         |
| 일본 (재팬 핫 100)                  | 9         |
| 일본 종합 싱글 (오리콘)             | 13        |
| 말레이시아 (빌보드)                 | 2         |
| 말레이시아 인터내셔널 (RIM)         | 8         |
| 네덜란드 (글로벌 40)                | 31        |
| 뉴질랜드 핫 싱글 (RMNZ)             | 11        |
| 필리핀 (빌보드)                     | 2         |
| 153                                 |           |
| 싱가포르 (RIAS)                     | 1         |
| 대한민국 (빌보드)                   | 1         |
| 대한민국 (써클)                     | 1         |
| 대만 (빌보드)                       | 1         |
| 95                                  |           |
| 30                                  |           |
| 미국 빌보드 핫 100                  | 82        |
| 미국 월드 디지털 송 세일즈 (빌보드) | 4         |
| 베트남 (베트남 핫 100)              | 1         |

| 차트 (2023)     | 최고 순위 |
| --------------- | --------- |
| 대한민국 (써클) | 1         |

| 차트 (2023)         | 순위 |
| ------------------- | ---- |
| 글로벌 200 (빌보드) | 52   |
| 일본 (재팬 핫 100)  | 26   |
| 대한민국 (써클)     | 1    |

| 차트 (2024)        | 순위 |
| ------------------ | ---- |
| 일본 (재팬 핫 100) | 61   |
| 대한민국 (써클)    | 32   |

## 인증
| 국가                                                             | 인증        | 판매량/출하량 |
| ---------------------------------------------------------------- | ----------- | ------------- |
| 뉴질랜드 (RMNZ)                                                  | 골드        | 15,000        |
| 스트리밍                                                         |             |               |
| 일본 (RIAJ)                                                      | 2× 플래티넘 | 200,000,000   |
| 대한민국 (KMCA)                                                  | 2× 플래티넘 | 200,000,000   |
| 판매량+스트리밍을 기반으로 한 인증 · 스트리밍을 기반으로 한 인증 |             |               |

## 발매 역사
| 지역      | 날짜             | 형식                     | 레이블 | Ref.    |
| --------- | ---------------- | ------------------------ | ------ | ------- |
| 여러 지역 | 2022년 12월 19일 | 디지털 다운로드 스트리밍 | ADOR   | [ 103 ] |